# Pafawag 5Bt/6Bt
Pafawag 5Bt/6Bt (seria ED73) – normalnotorowy czterowagonowy elektryczny zespół trakcyjny wyprodukowany w roku 1997 w zakładach Adtranz Pafawag we Wrocławiu dla PKP, po podziale PKP eksploatowany był przez Przewozy Regionalne. W 2019 roku jednostka została zezłomowana.

## Historia
W 1993 roku Pafawag podjął się budowy pierwszego dalekobieżnego elektrycznego zespołu trakcyjnego – ED72, którego konstrukcja bazowała na rozwiązaniach z EN57 i jego przedłużonej wersji EN71. Podczas produkcji ED72 sukcesywnie wprowadzono kolejne udoskonalenia, 22. egzemplarz, wyprodukowany w 1997 roku, ze względu na znaczące zmiany, w szczególności związane z charakterystyką trakcyjną, otrzymał nowe oznaczenie – ED73.
Ze względu na sytuację polityczno-gospodarczą oraz problemy finansowe, PKP nie zamawiały więcej taboru. W 2001 roku koncern Adtranz wraz z wrocławską fabryką, został wykupiony przez Bombardiera. W ramach specjalizacji poszczególnych zakładów zdecydowano, że wrocławska fabryka będzie produkować pudła i wózki do lokomotyw, tym samym ED73-001 stał się ostatnim elektrycznym zespołem trakcyjnym wyprodukowanym przez Pafawag.

## Konstrukcja
ED73 był czterowagonowym składem przeznaczonym do obsługi międzyregionalnych przewozów pasażerskich. Wagony skrajne były wagonami rozrządczymi (sterowniczymi) i nosiły oznaczenia ra i rb, wagony środkowe natomiast to wagony silnikowe, oznaczone sa i sb. Wszystkie wagony posiadały po dwie pary odskokowo-przesuwnych drzwi na stronę wagonu, pod którymi znajdowały się schodki ułatwiające wsiadanie z niższych peronów, wszystkie drzwi w przejściach pomiędzy wagonami wyposażone były w pneumatyczne wspomaganie otwierania.
Wszystkie wagony posiadały po dwa dwuosiowe wózki: wagony skrajne – toczne 25ANp (prod. ZNTK Poznań), a wagony środkowe – napędne 14MN (prod. Adtranz Pafawag). Wózki posiadały wahaczowe prowadzenie zestawów, pneumatyczne usprężynowanie II stopnia, koła monoblokowe i hamulce tarczowe. W pojeździe zastosowano rozruch oporowy i sprężarki śrubowe
Zespół nie miał możliwości pracy w trakcji ukrotnionej z innymi pojazdami z rodziny 5B/6B ze względu na zmianę przełożenia względem wcześniejszych pojazdów (70:19 w ED72 i 68:21 w ED73). Dzięki temu zwiększono prędkość maksymalną z 110km/h do 120 km/h.
Pojazd wyposażony był w ogrzewanie piecykowe, w wagonie pierwszej klasy (wagon ra) znajdował się przedział dla osób niepełnosprawnych i przystosowana dla nich toaleta.

## Eksploatacja
22 grudnia 1997 po zakończeniu cyklu badań w CNTK, ED73-001 został przydzielony do MT Poznań (późniejszego Wielkopolskiego Zakładu Przewozów Regionalnych), gdzie był eksploatowany do 2005 roku. W 2005 roku skład, ze względu na konieczność wymiany części, został odstawiony na boczny tor w Gnieźnie, skąd w połowie 2006 roku trafił do Dolnośląskiego Zakładu Przewozów Regionalnych we Wrocławiu, gdzie został poddany generalnemu remontowi i z początkiem stycznia 2007 rozpoczął kursowanie.
Po kolejnej awarii w czerwcu 2008 skład został wyłączony z eksploatacji ze względu na brak części zamiennych. Dopiero w kwietniu 2009 podjęto decyzję o wykonaniu naprawy, po której w lutym 2010 skład rozpoczął obsługę pociągów Interregio Łódź – Warszawa Wschodnia. W marcu 2013 jednostka oczekiwała na wymianę kół monoblokowych i tarcz hamulcowych w bazie Łódzkiego Zakładu Przewozów Regionalnych w Idzikowicach. W lipcu 2019 Przewozy Regionalne zdecydowały się na sprzedaż jednostki celem zezłomowania. 7 sierpnia 2019 roku jednostka została zezłomowana, pomimo starań Polskiego Stowarzyszenia Miłośników Kolei i organizacji „Stacja Chrzanów” o wpisanie do rejestru zabytków - wniosek w tej sprawie skierowano do Ministerstwa Kultury i Dziedzictwa Narodowego oraz regionalnego konserwatora zabytków.

### Pozostałe pojazdy z rodziny 5B/6B
- EN57
- EN71
- ED72